# Speranță și teamă
„Speranță și teamă” (titlu original: „Hope and Fear”) este al 26-lea episod și ultimul din al patrulea sezon al serialului TV american științifico-fantastic Star Trek: Voyager și al 94-lea în total. A avut premiera la 20 mai 1998 pe canalul UPN.
Regizat de Winrich Kolbe, a fost dezvoltat după o poveste de Rick Berman, Brannon Braga și Joe Menosky într-un scenariu de Menosky și Braga. Este ultimul episod din franciza Star Trek la care a lucrat producătorul executiv și scenarista Jeri Taylor.

## Prezentare
Paris și Neelix se întorc dintr-o misiune împreună cu un personaj numit Arturis, care cunoaște mai mult de 4000 de limbi. Acesta reușește să decodifice un mesaj de la Flota Stelară, care ar putea conține o cale spre casă.

## Actori ocazionali
- Ray Wise – Arturis
- Jack Shearer – Admiral Hayes